# Traditionspapier
Traditionspapiere werden in Deutschland Wertpapiere genannt, die einen Herausgabeanspruch auf bewegliche Sachen verbriefen und zugleich die Sache selbst in der Weise ersetzen, dass über sie durch Übergabe des Papiers verfügt werden kann. Handelsrechtlich gehören sie zu den gekorenen Orderpapieren.

## Allgemeines
Der Begriff „Traditionspapiere“ ist missverständlich, weil angenommen werden kann, dass sie etwas mit Tradition in der allgemeinen Bedeutung des Begriffs zu tun haben könnten. Zwar fußen beide auf demselben lateinischen Verb für Übergabe (lateinisch traditio), doch ist bei Traditionspapieren der Lieferanspruch auf Waren, der durch Übergabe des Papiers übertragen werden kann, gemeint (englisch trade). Sie werden auch als Dispositionspapiere bezeichnet, weil sie die Verfügung über die in ihnen verbrieften Waren ermöglichen. Die Traditionspapiere unterscheidet von den übrigen gekorenen Orderpapieren die Besonderheit, dass sie neben den wertpapierrechtlichen Wirkungen auch sachenrechtliche Auswirkungen entfalten.

## Rechtsgrundlagen
Wertpapiere verbriefen allgemein ein Geld- oder Vermögensrecht. Dieses Vermögensrecht besteht bei Traditionspapieren konkret aus Waren. Als gekorene Orderpapiere repräsentieren sie schwimmende oder lagernde Waren, sofern sich diese Waren beim Verfrachter, Frachtführer oder Lagerhalter mindestens im mittelbaren Besitz befinden. Die Traditionswirkung setzt mithin voraus, dass der Frachtführer oder Lagerhalter die Ware übernommen hat, also mindestens mittelbarer Besitzer geworden ist. Orderpapiere sind dadurch gekennzeichnet, dass sie das mit ihnen verbriefte Geld- oder Vermögensrecht repräsentieren. Wer rechtmäßiger Inhaber der Urkunde ist, hat einen Anspruch an den Aussteller der Urkunde auf Leistung des verbrieften Rechts.
Der Begriff Traditionspapier wird vom Gesetz als Legaldefinition verwendet, denn § 448 HGB spricht beim Ladeschein davon, dass die „Übergabe des Ladescheins an denjenigen, den der Ladeschein zum Empfang des Gutes legitimiert, hat, wenn das Gut von dem Frachtführer übernommen ist, für den Erwerb von Rechten an dem Gut dieselben Wirkungen wie die Übergabe des Gutes.“

## Arten
Im Gesetz sind die Arten der Traditionspapiere abschließend aufgezählt. Es handelt sich rechtlich um kaufmännische Anweisungen, dazu gehören der Ladeschein (§ 443 HGB), auch wenn er nicht an Order gestellt ist, das Konnossement (§ 515 HGB) und der Orderlagerschein (§ 475c HGB), jeweils in Verbindung mit § 363 HGB. Der Ladeschein ist der Nachweis im deutschen Frachtrecht (z. B. in der Binnenschifffahrt) darüber, dass der Frachtführer bestimmte Waren zum Transport übernommen hat. Das Konnossement weist nach, dass der Verfrachter bestimmte Waren zum Transport auf See übernommen hat. Der Lagerschein beweist wiederum die Einlagerung bestimmter Waren in einem öffentlichen Lagerhaus.

## Übertragung und Geltendmachung
Als (gekorene) Orderpapiere lauten diese Traditionspapiere auf einen bestimmten Namen. Dieser Begünstigte ist zunächst als Eigentümer alleine berechtigt, die in der Urkunde verbriefte Ware vom Besitzer (Verfrachter, Frachtführer oder Lagerhalter) gegen Vorlage der Urkunde heraus zu verlangen. 
In ihrer Funktion als (gekorene) Orderpapiere können sie durch dingliche Einigung, Indossament und Übergabe des Papiers an einen neuen Erwerber rechtmäßig übertragen werden. Der neue Erwerber ist dann kraft Gesetzes nicht nur Inhaber der Urkunde, sondern automatisch auch Eigentümer der entsprechenden Waren. Der Eigentümer kann durch Vorlage der Urkunde vom Verfrachter, Frachtführer oder Lagerhalter die Herausgabe der in ihrem Besitz befindlichen Waren verlangen (§ 985 BGB). Der Besitzer ist lediglich verpflichtet, die äußere Form der Indossamente zu überprüfen, was durch Prüfung der Lückenlosigkeit der Indossamentenkette zu erfolgen hat. Fehlt die positive Orderklausel, dann sind die Traditionspapiere wie Rektapapiere zu behandeln. Dies kann insbesondere beim Lagerschein und beim Konnossement vorkommen, sodass eine Übertragung nur durch Einigung, Zession und Übergabe möglich ist.
Die Traditionswirkung besteht unabhängig davon, ob Konnossement oder Ladeschein als Order- oder Rektapapier ausgestaltet sind; nur beim Orderlagerschein ist zur Entfaltung der Traditionswirkung erforderlich, dass er von einer zur Ausstellung ermächtigten Lageranstalt ausgestellt ist.
Durch die Verpflichtung zur Auslieferung der beförderten Waren an den jeweils berechtigten Inhaber des Traditionspapiers erkennt der Frachtführer, Verfrachter oder Lagerhalter die Sachherrschaft des Inhabers an.
Wurde dem Eigentümer das Gut gestohlen, ist es verloren gegangen oder sonst wie abhandengekommen, ist ein gutgläubiger Erwerb durch Übergabe des Papiers nach § 935 Abs. 1 BGB nicht möglich. Gutgläubiger Eigentumserwerb am abhandengekommenen Traditionspapier ist nur möglich, wenn das Gut nicht abhandengekommen war (§ 365 Abs. 1 HGB in Verbindung mit Art. 16 Abs. 2 WG).